# Eoannularia
Eoannularia es un género de foraminífero bentónico de la familia Linderinidae, de la superfamilia Orbitoidoidea, del suborden Rotaliina y del orden Rotaliida. Su especie tipo es Eoannularia eocenica. Su rango cronoestratigráfico abarca el Luteciense (Eoceno medio).

## Clasificación
Eoannularia incluye a las siguientes especies:
- Eoannularia conica †
- Eoannularia eocenica †